# Rozmowy rolowane
Rozmowy rolowane – satyryczna audycja radiowa Radia Zet.
Program składał się z wybranych fragmentów wypowiedzi osoby publicznej (często polityka), uzupełnionych komentarzem, w taki sposób, aby sprawiały wrażenie wywiadu lub rozmowy. 
Pierwsza audycja, wyemitowana w 1998 roku, była prowadzona przez Rafał Bryndala i Rafała Sławonia. W późniejszym czasie Bryndalowi towarzyszyli kolejno: Marta Lipińska, Edyta Jungowska i Borys Szyc. Emisję audycji przerwano jesienią 2006 na pół roku. Ostatecznie program znikł z anteny we wrześniu 2008.